# Месть актёра (фильм, 1963)
«Месть актёра» (яп. 雪之丞変化 Yukinojō Henge), также известен как «Месть Юкинодзё» (в англоязычном прокате проходил как An Actor’s Revenge и Revenge of a Kabuki Actor) — широкоэкранный фильм-драма 1963 года режиссёра Кона Итикавы. Картина была снята с использованием технологий Eastmancolor and Daieiscope на студии Daiei Film.
Фильм снят как экранизация одноимённого популярного романа Отокити Миками, исходно опубликованного в газете Асахи симбун в 1934—1935 годах, и является ремейком первой его экранизации 1935—1936 годов (в трёх фильмах) Тэйносукэ Кинугасы с тем же Кадзуо Хасэгавой в трёх ролях (благородного вора Ямитаро, актёра-оннагаты Юкинодзё Накамуры и его матери).
Считается, что этот фильм был поставлен как своего рода бенефис Кадзуо Хасэгавы (его трёхсотая работа в кино), что и повлияло на выбор сюжета.

## Сюжет
Эдо, 1830-е годы.
Приехавший в город вместе с труппой кабуки из Осаки ведущий актёр-оннагата Юкинодзё Накамура, играя роль в очередном спектакле, замечает в зрительном зале двух человек, в которых узнает двух пройдох-коммерсантов, двадцать лет тому назад в сговоре с бесчестным судьёй разоривших в Нагасаки его семью и доведших до безумия и самоубийства его родителей.
Всё ещё хранящий в памяти подростковые воспоминания, Юкинодзё клянётся себе найти и третьего и отомстить всем им. Способный многих обмануть своим обликом не только на сцене и великолепно владеющий мечом, он, однако, планирует не физически убить их, а полностью разрушить их жизнь, соблазнив дочь одного из обидчиков и приведя их всех к разорению и гибели. Юкинодзё идёт до конца, однако это ещё тяжелее морально, чем физически.

## Награды и признание
- 1963 — Кинопремия «Майнити» в номинации «Лучшая арт-режиссура»[9]

Позже фильм (с рецензией критика и историка кино Филипа Кемпа), был включён в британско-американский киноведческий справочник 1001 Movies You Must See Before You Die под редакцией Стивена Дж. Шнайдера.

## В ролях
| Актёр             | Роль                             |
| ----------------- | -------------------------------- |
| Кадзуо Хасэгава   | актёр-оннагата Юкинодзё Накамура |
| Кадзуо Хасэгава   | вор Ямитаро                      |
| Фудзико Ямамото   | воровка Охацу                    |
| Аяко Вакао        | дочь Сансая Добэ Намидзи         |
| Эйдзиро Янаги     | коммерсант Йохэй Хиромия         |
| Гандзиро Накамура | бывший судья Сансай Добэ         |
| Сабуро Датэ       | коммерсант Кавагутия             |
| Масаёси Кикуно    | отец Юкинодзё Мацураи            |
| Нарутоси Хаяси    | Мукудзу                          |
| Тюся Итикава      | актёр Кикунодзё Накамура         |
| Райдзо Итикава    | Хирутаро                         |
| Синтаро Кацу      | священник Ходзин                 |
| Ютака Накаяма     | полицейский                      |